# Голопалые гекконы
Голопалые гекконы (лат. Gymnodactylus) — род гекконов из семейства Phyllodactylidae. Насчитывает 5 видов. Эндемики Бразилии, встречаются только в этой стране.
Это небольшие гекконы с длиной тела 3—5 см и длиной хвоста 3—7 см. Окраска кожи тёмного или коричневато цвета с небольшими светлыми пятнами. У этих гекконов тонкие, искривлённые и сжатые с боков пальцы с острыми крючкообразными когтями. Прикрепляющиеся пластины на лапах отсутствуют.
Живут в лесополосе вдоль Атлантического побережья, также в засушливых местах. Обитают в термитниках, под корой, брёвнами, в трещинах горных пород или под камнями. Активны ночью. Очень хорошо бегают. Питаются насекомыми и мелкими членистоногими.
Это яйцекладущие ящерицы. Самка откладывает по 1 яйцу.

## Классификация
На июнь 2019 года в род включают 5 видов:
- Gymnodactylus amarali Barbour, 1925
- Gymnodactylus darwinii (Gray, 1845) — Южноамериканский геккон Дарвина[1]
- Gymnodactylus geckoides Spix, 1825 — Бразильский голопалый геккон[1]
- Gymnodactylus guttulatus Vanzolini, 1982 — Пятнистый голопалый геккон[1]
- Gymnodactylus vanzolinii Cassimiro & Rodrigues, 2009